# Chinasat 16
O Chinasat 16, também conhecido por Zhongxing 16 (ZX-16), é um satélite de comunicação geoestacionário chinês que está sendo construído pela China Academy of Space Technology (CAST). Ele está programado para ser colocado na posição orbital de 110,5 graus de longitude leste e vai ser operado pela China Satellite Communications Corporation. O satélite terá uma expectativa de vida útil de 15 anos.

## Lançamento
O satélite está previsto para ser lançado ao espaço no ano de 2017, por meio de um veiculo Longa Marcha 3B/E a partir do Centro Espacial de Xichang, na China.

## Capacidade e cobertura
O Chinasat 16 será equipado com capacidade em banda Ka para fornecer serviços de comunicações via satélite para a China.